# Айво (округ)
Ай́во (наур. Aiwo) — один із округів Республіки Науру. Знаходиться в західній частині острова. Площа становить 1 км², населення — 1092 осіб, станом на 2005 рік. Географічні координати: 0°32′ пд. ш. 166°55′ сх. д. / 0.533° пд. ш. 166.917° сх. д..
В окрузі розташована більша частина промислових об'єктів країни. 
Також тут розташовані:
- Бульвар Айво;
- Порт;
- Чайнатаун;
- Електростанція;
- Готель O’dn Aiwo;
- Офіс Науруанської фосфатної корпорації.

## Клімат
Місто знаходиться у зоні, котра характеризується вологим тропічним кліматом. Найтепліший місяць — жовтень із середньою температурою 27.8 °C (82 °F). Найхолодніший місяць — січень, із середньою температурою 26.7 °С (80 °F).
| Клімат Айво             | Клімат Айво | Клімат Айво | Клімат Айво | Клімат Айво | Клімат Айво | Клімат Айво | Клімат Айво | Клімат Айво | Клімат Айво | Клімат Айво | Клімат Айво | Клімат Айво | Клімат Айво |
| Показник                | Січ.        | Лют.        | Бер.        | Квіт.       | Трав.       | Черв.       | Лип.        | Серп.       | Вер.        | Жовт.       | Лист.       | Груд.       | Рік         |
| Середній максимум, °C   | 30          | 30          | 30          | 30          | 30          | 30          | 30          | 30          | 30          | 31          | 31          | 30          | 30          |
| Середня температура, °C | 27          | 27          | 27          | 27          | 27          | 27          | 27          | 27          | 27          | 28          | 28          | 27          | 27          |
| Середній мінімум, °C    | 24          | 24          | 24          | 24          | 25          | 25          | 24          | 24          | 24          | 25          | 25          | 24          | 24          |
| Норма опадів, мм        | 272         | 239         | 192         | 165         | 121         | 123         | 163         | 150         | 122         | 111         | 147         | 243         | 2046        |
| ----------------------- | ----------- | ----------- | ----------- | ----------- | ----------- | ----------- | ----------- | ----------- | ----------- | ----------- | ----------- | ----------- | ----------- |
| Джерело: Weatherbase    |             |             |             |             |             |             |             |             |             |             |             |             |             |

## Галерея

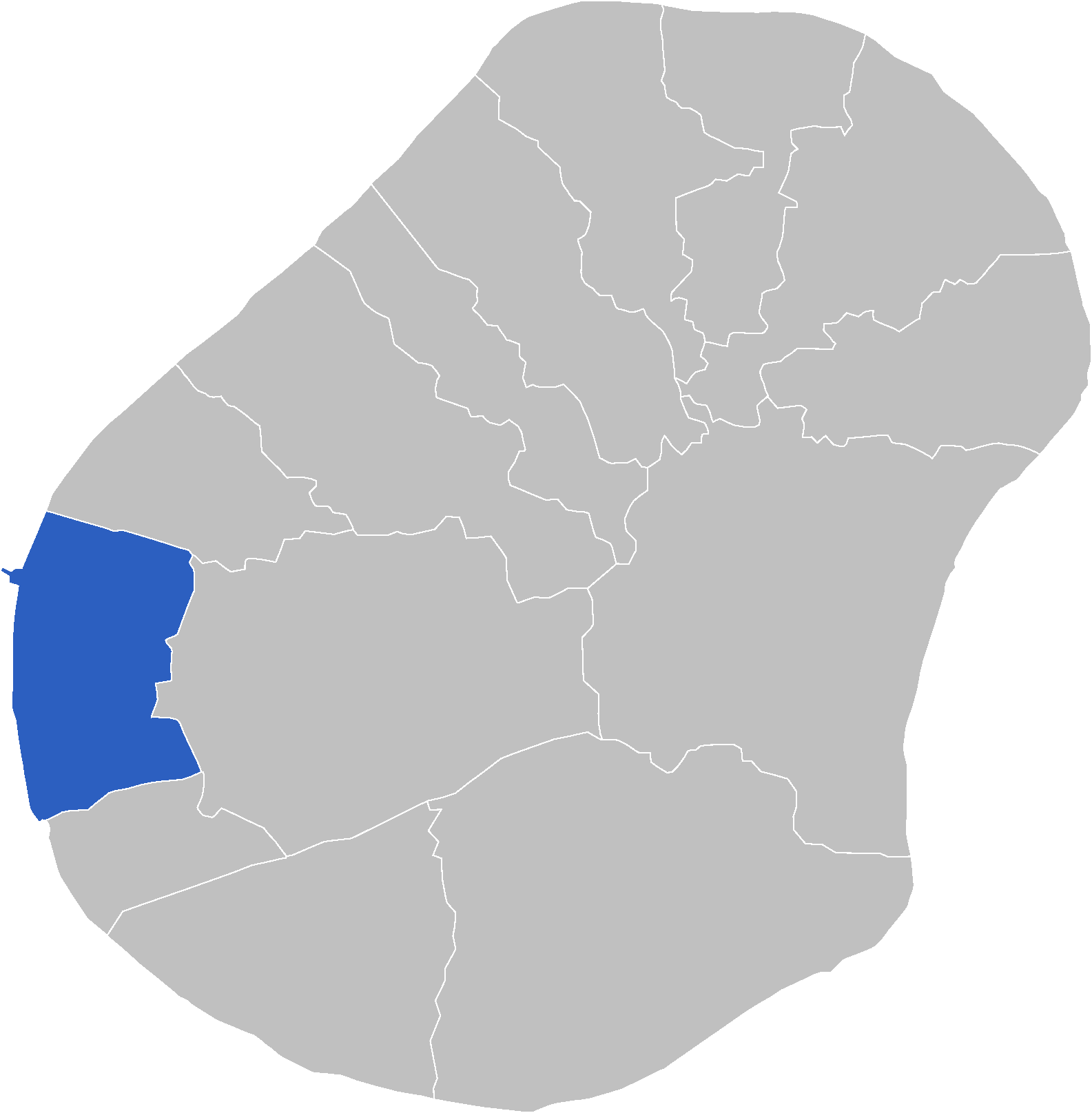
Місцезнаходження в Науру
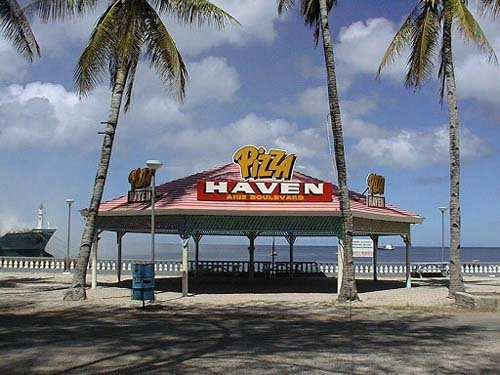
Піцерія Науру